# Décès en 902
Décès
- 898
- 899
- 900
- 901
- 902
- 903
- 904
- 905
- 906

Cette page dresse une liste de personnalités mortes au cours de l'année 902 :
- 20 avril : Amr Ier, émir saffaride.
- 23 octobre : Ibrahim II, émir aghlabide.
- 5 décembre : Ealhswith, veuve du roi anglo-saxon Alfred le Grand.
- 13 décembre (bataille du Holme) :
  - Æthelwold, prétendant au trône du Wessex.
  - Eohric, roi danois d'Est-Anglie.

- Adalgiso (it), comte de Plaisance.
- Al-Mutadid, calife abbasside.
- Anschaire Ier, comte d'Oscheret puis marquis d'Ivrée.
- Eilolfo (it), évêque italien.
- Garibaldo (it), évêque de Novare.
- Robert de Blois (it), comte de Blois et de Tours

## Crédit d'auteurs
- Cet article est partiellement ou en totalité issu de l'article intitulé « 902 » (voir la liste des auteurs).